# Octaviano Ambrosio Larrazolo
Octaviano Ambrosio Larrazolo, född 7 december 1859 i El Valle de San Bartolo (numera Allende), Mexiko, död 7 april 1930 i Albuquerque, New Mexico, var en amerikansk politiker. Han var den fjärde guvernören i delstaten New Mexico 1919-1921.
Han föddes i Mexiko och flyttade 1870 till Tucson som skyddsling av den katolska biskopen i Arizona J.B. Salpoint. Han studerade teologi 1875-1876 vid St. Michael's College (numera College of Santa Fe) i Santa Fe. Han undervisade därefter först i Tucson och sedan i El Paso County, Texas. Han avklarade 1888 bar exam i Texas, examen som ger behörigheten att arbeta som advokat i delstaten. Han valdes 1890 till distriktsåklagare och omvaldes 1892.
Han flyttade 1895 till Las Vegas, New Mexico och återupptog sin karriär som advokat där. Han inledde sin politiska karriär som demokrat och bytte 1911 parti till republikanerna. Han tjänstgjorde två år som guvernör och var ledamot av New Mexico House of Representatives, underhuset i delstatens lagstiftande församling, 1927-1928. Han invaldes 1928 i USA:s senat i ett fyllnadsval. Han avstod från att kandidera till en full mandatperiod på grund av sitt hälsotillstånd och lämnade senaten i mars 1929. Hans grav finns på Santa Barbara Cemetery i Albuquerque.